# Рабинович, Саул Львович
Саул Льво́вич Рабино́вич (16 июня 1905, Одесса — 23 декабря 1988) — советский скульптор.

## Биография
Учился на архитектурном отделении Одесского художественного института, затем с 1922 года в Академии художеств в Петрограде у Александра Матвеева.
Окончил Академию художеств в 1926 году.
В 1927—1939 годах жил в Париже, был знаком и сотрудничал с известными французскими художниками и скульпторами — Бурделем, Деспио и другими, был дружен с известным советским писателем Ильёй Эренбургом, часто бывавшим в эти годы во Франции.

Могила на Кунцевском кладбище

Вернувшись в Москву, преподавал в Строгановском училище, был наставником таких скульпторов, как Вадим Сидур, Андрей Красулин, Юрий Орехов, Александр Косолапов.
Скульптурами Саула Рабиновича украшен ряд станций Московского метрополитена, станция метро «Семёновская», «Новокузнецкая», наземный павильон станции «Сокольники». Также его работа «Белорусские партизаны» украшает переход станции «Белорусская».
Похоронен на Кунцевском кладбище (10 уч.).

## Галерея

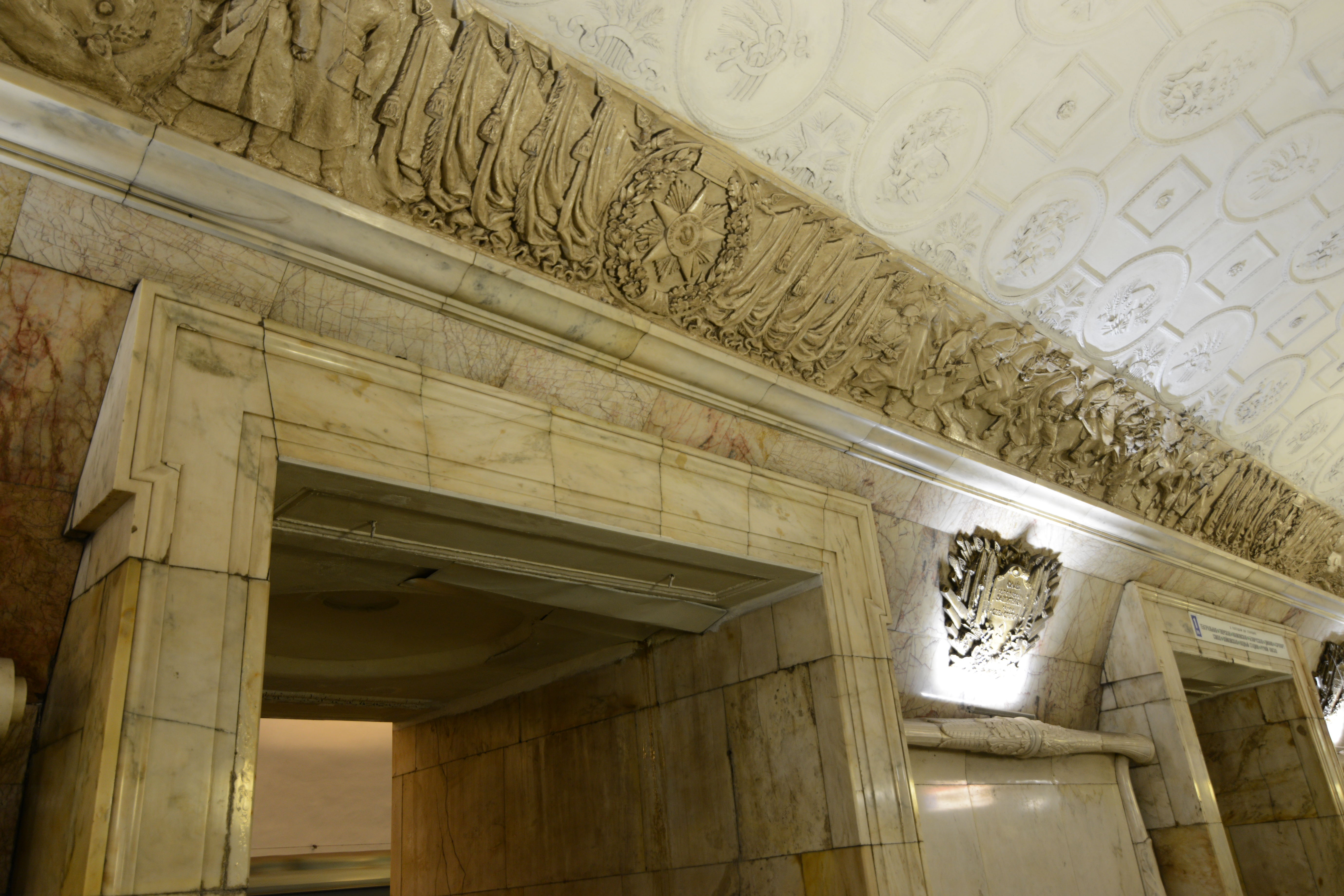
метро «Новокузнецка»
Скульптура Белорусские партизаны
метро «Семёновская»
Вход на станцию метро «Сокольники»